# Peine de mort au Dakota du Nord
Le Dakota du Nord a procédé entre 1885 et 1905 à huit exécutions par pendaison. Après cette date, l'État a fait disparaître la peine de mort de sa législation en 1915 à part pour trahison et assassinat (first-degree murder) par un condamné à perpétuité pour assassinat. Elle a ensuite été rétablie entre 1939 et 1977 sans jamais avoir été utilisée. En 2006, le criminel sexuel Alfonso Rodriguez Jr. (en) a été condamné à mort par la justice fédérale pour l'enlèvement, le viol et le meurtre d'une étudiante du Dakota du Nord dont le corps a été retrouvé dans le Minnesota, une affaire qui avait poussé l'État à adopter une douzaine de lois contre la délinquance sexuelle. Sa condamnation à mort a été confirmée en 2009.